# 2928 Epstein
A 2928 Epstein (ideiglenes jelöléssel 1976 GN8) a Naprendszer kisbolygóövében található aszteroida. Félix Aguilar Obszervatórium csillagászai fedezték fel 1976. április 5-én.